# Minha Doce Namorada
Minha Doce Namorada é uma telenovela brasileira produzida e exibida pela TV Globo de 19 de abril de 1971 a 21 de janeiro de 1972, em 242 capítulos. Substituiu A Próxima Atração e foi substituída por O Primeiro Amor, sendo a 9.ª "novela das sete" exibida pela emissora.
Foi escrita por Vicente Sesso e dirigida por Régis Cardoso e Fernando Torres, foi produzida em preto-e-branco.
Teve Regina Duarte, Cláudio Marzo, Célia Biar, Sadi Cabral, Maria Cláudia, Mário Lago e Vanda Lacerda nos papéis principais.
Assim como grande parte das tramas anteriores ao ano de 1975, foi totalmente perdida no incêndio que atingiu o acervo da TV Globo em 1976. Restando apenas chamadas de estreia e fotos de bastidores.

## Enredo
Um parque de diversões ambulante chega na cidade de Ouro Preto, em Minas Gerais. Com ele, a jovem e alegre Patrícia. A garota, pobre e órfã, consulta todos os dias Dona Carmem, astróloga do parque, na expectativa de que os astros lhe tragam felicidade. Um dia, Dona Carmem se atrapalha com suas previsões e vê que Patrícia, aquariana, se apaixonará por um rapaz sob o signo de Peixes, o que contradiz os astros.
Depois desse acontecimento, Patrícia conhece Renato, um jovem estudante rico que está de viagem em Ouro Preto. Patrícia se apaixona perdidamente por ele. Viajando para o Rio de Janeiro, Patrícia volta a se encontrar com Renato e os dois engatam um romance, que vai contar com o apoio de Hipólito Peçanha, o seu Pepê, tio-avô de Renato e patrão de Patrícia; e Tia Miquita, vendedora de maçãs do amor e tutora da jovem.
Porém, o casal terá de enfrentar as maldades de César e Sarita Leão, tios de Renato e sobrinhos de Seu Pepê. A dupla de vilões almeja o controle dos bens da família, que tem Renato como único herdeiro. Outra interessada em destruir o romance é Verinha, noiva mimada de Renato, interessada em sua herança.
No decorrer da trama, Patrícia também descobre a sua verdadeira origem quando encontra sua mãe, a poderosa Madame Alice Jordão. No último capítulo, Patrícia e Renato conseguem finalmente ficar juntos depois de tantas intrigas e confusões.

## Elenco
| Interprete              | Personagem                  |
| ----------------------- | --------------------------- |
| Regina Duarte           | Patrícia                    |
| Cláudio Marzo           | Renato Leão                 |
| Célia Biar              | Tia Miquita                 |
| Sadi Cabral             | Hipólito Peçanha (Seu Pepê) |
| Maria Cláudia           | Vera (Verinha)              |
| Mário Lago              | César Leão                  |
| Wanda Lacerda           | Sarita Leão                 |
| Juan Daniel             | Pepe                        |
| Rachel Martins          | Dona Rosina                 |
| Jardel Mello            | Antônio (Tony)              |
| Marcos Paulo            | Júlio (Julinho)             |
| Renata Fronzi           | Marianita                   |
| Heloísa Helena          | Carmem                      |
| Roberto Pirillo         | Milton                      |
| Paulo Padilha           | Dr. Cerqueira               |
| Paulo Gonçalves         | Tibúrcio                    |
| Yara Cortes             | Madame Alice Jordão         |
| Elza Gomes              | Zélia Peçanha (Zezé)        |
| Herivelto Martins Filho | Márcio                      |
| Dorinha Duval           | Maura                       |
| Íris Bruzzi             | Bárbara (Baby)              |
| Urbano Lóes             | Juanito                     |
| Francisco Dantas        | Seu José                    |
| Norah Fontes            | Dona Anita                  |
| Susana Vieira           | Nelita Leão                 |
| Ênio Carvalho           | Sérgio                      |
| Reinaldo Gonzaga        | Glauco                      |
| Patrícia Bueno          | Kátia                       |
| Carmem Silva            | Dona Nina                   |
| Carminha Brandão        | Dona Mirtes                 |
| Elizabeth Gasper        | Marly                       |
| Suzana Gonçalves        | Lúcia                       |
| Maria Cristina Nunes    | Regina                      |
| Thaia Perez             | Sônia                       |
| Paulo Gama              | Dr. Calmon                  |
| Ériko de Freitas        | Pedro                       |
| Sônia Dutra             | Lulu Marcondes              |
| Nelson Rauen            | Sandro                      |
| Nelson Mariani          | Vicente                     |
| Carlos Gill             | Silvio                      |
| Ubiratan Martins        | Caio                        |

Participação especial:
- Daniel Filho - Carlos
- Gracinda Freire - Dona da pensão
- Léa Garcia - Cozinheira da pensão
- Sérgio Mansur - Estudante
- Solimar Rodrigues - Estudante

## Produção
Vicente Sesso teve que escrever a sinopse às pressas. A Próxima Atração, que ocupava o horário das 19h na época, se tornou um fiasco de audiência e a emissora precisava de um novo texto. Então, ele apresentou um script completo. Mal escrevera os primeiros capítulos e já começaram as gravações. Assim, em menos de 20 dias, estava esboçada a trama da doce namorada.
Os primeiros capítulos de Minha Doce Namorada foram gravados em Ouro Preto. Porém, seria muito dispendioso fazer todas as gravações da novela no local. Então, o autor Vicente Sesso optou por centrar o encontro do par romântico no parque de diversões, que oportunamente seria transferido para o Rio de Janeiro. As cenas foram gravadas num parque à beira da Lagoa Rodrigo de Freitas, na cidade do Rio de Janeiro. Regina Duarte e Cláudio Marzo tiveram de sair de Irmãos Coragem antes do seu final, para começarem a gravar Minha Doce Namorada, que foi um grande sucesso do horário nos anos 1970.
O sucesso de Minha Doce Namorada consagrou Regina Duarte como a “namoradinha do Brasil”. O título foi dado à atriz pelos personagens doces e ingênuos que interpretou desde sua estreia na TV Globo.
Em 2009, o SBT adquiriu o texto desta novela, junto com o texto de Uma Rosa com Amor também de Vicente Sesso.

## Música
A trilha sonora original da telenovela Minha Doce Namorada, foi lançada em junho de 1971 pelo selo Som Livre, a divisão fonográfica da gravadora SIGLA (Sistema Globo de Gravações Audiovisuais) em LP e fita cartucho. Conta com produtor musical Nonato Buzar, arranjos assinados por Dori Caymmi, Ivan Paulo, Lyrio Panicali, Roberto Menescal, Paulo Machado e Raymundo Bittencourt, com coordenação geral de João Araújo, a trilha reúne as músicas que embalaram as cenas da telenovela, acompanhando os diferentes momentos da narrativa e evocando temas como o amor, os conflitos familiares, o humor e os encontros do destino.
O álbum abre com a canção "O Que é Que Houve", composição de Guttemberg Guarabyra e Zé Rodrix, é interpretado pelo grupo vocal O Som Livre, o tema do protagonista Renato (vivido por Cláudio Marzo), refletem a personalidade do personagem, um estudante idealista dividido entre a razão e o afeto, e acompanham seus dilemas existenciais ao longo da trama. A segunda faixa é "Dez pras Seis", composta por Nonato Buzar e Paulo Sérgio Valle, interpretado pela voz do próprio Buzar e o tema da personagem Patrícia (vivida por Regina Duarte), que traduz perfeitamente a doçura, a esperança e a solidão da jovem sonhadora, que deixa Ouro Preto em busca de uma nova vida no Rio de Janeiro e enfrenta as incertezas do amor e da identidade. A terceira faixa é "Você Abusou", compostos pela dupla Antônio Carlos e Jocáfi, interpretada com sutileza e sofisticação por Maria Creuza, é o tema da Verinha (vivida por Maria Cláudia), e reflete com precisão o caráter sedutor, manipulador e ambicioso da jovem que tenta conquistar Renato por conveniência. A quarta canção é "Vesper", composição de César Costa Filho e Aldir Blanc, é interpretado pela voz de Jacks Wu, é o tema romântico do casal principal Patrícia e Renato (vividos por Regina Duarte e Cláudio Marzo), evocando a ternura e a hesitação que definem o relacionamento dos dois personagens. A quinta faixa é "Relax", uma música instrumental composta pelo maestro Lyrio Panicali e interpretada pela voz de Ilka Soares, é o tema da família de Renato, especialmente em cenas que envolvem os tios interesseiros e figuras secundárias que compõem o núcleo familiar do protagonista. A sexta faixa é "Tudo Muito Azul", composta por Roberto Menescal e Torquato Neto, interpretada pela voz de Ângela Valle, é o segundo tema da Patrícia (vivida por Regina Duarte), e está associada aos momentos mais alegres, esperançosos e otimistas da protagonista, traduz o espírito sonhador e a visão positiva de mundo de Patrícia, mesmo diante das dificuldades e incertezas que enfrenta. A sétima canção é "Minha Doce Namorada", a música-título da novela, composta por Dori Caymmi e Nelson Motta, interpretado pelo cantor Eduardo Conde, é o tema de abertura da telenovela, resumindo o espírito romântico e idealista da obra, com melodia suave e arranjo orquestrado que evoca sentimentos de afeto, esperança e entrega amorosa, elementos centrais da relação entre os protagonistas Patrícia (vivida por Regina Duarte) e Renato (vivido por Cláudio Marzo).
A oitava faixa é "Instantâneo", composição e interpretação de Luiz Carlos Sá, serve de tema das cenas ambientadas no parque de diversões na novela, reforçando visualmente o ambiente itinerante do parque, símbolo de sonhos, reencontros e transições emocionais na trama. A nona faixa é a versão instrumental da música-título "Minha Doce Namorada", composta por Dori Caymmi e Nelson Motta, com arranjo orquestral de clima suave e contemplativo, utilizada ao longo da novela em momentos contemplativos e românticos, geralmente ligados ao casal principal, Patrícia (vivida por Regina Duarte) e Renato (vivido por Cláudio Marzo), reforçando o tema afetivo central da narrativa. A décima faixa é "Sex Appeal", composta por Fred Falcão e Arnoldo Medeiros, interpretada pela Marília Pêra, serve de tema da agência de modelos na novela, enfatiza o universo da moda e da sedução retratado nas cenas ambientadas nesse núcleo, reflete o caráter provocativo do título, complementando a ambientação cênica das tramas de beleza e vaidade. A décima-primeira faixa é "Casa Branca", composição de Nonato Buzar e Nelson Motta, interpretada pelo cantor Jorge Nery, é o tema de Pepê (vivido pelo ator Sadi Cabral), um senhor solitário e afetuoso que mantinha uma relação de amizade com os jovens protagonistas da trama, a música reforça o clima de saudade e a atmosfera doméstica que envolvia o núcleo de Pepê. A décima-segunda faixa é "Garota de Aquarius", composta pelos irmãos Marcos e Paulo Sérgio Valle e interpretado por Betinho, é o terceiro tema da  Patrícia (vivida por Regina Duarte), e destaca-se por evocar o espírito moderno, sonhador e livre associado ao signo de Aquário. A décima-terceira faixa é a versão instrumental de "Vesper", composição de César Costa Filho e Aldir Blanc, executada em violão solo, com arranjo minimalista e introspectivo, é o tema do casal protagonista Patrícia e Renato (vividos por Regina Duarte e Cláudio Marzo), e é utilizada em momentos delicados de aproximação e conflitos emocionais entre os dois personagens. A trilha sonora Minha Doce Namorada termina com a canção "Tia Miquita", composição de Arthur Verocai e Paulinho Tapajós, interpretada por Marília Barbosa, é o tema da personagem homônima Tia Miquita (vivida por Célia Biar), uma vendedora rabugenta de maçã do amor, reforça o tom caricatural da personagem, marcada por sua rigidez moral e comicidade.

### Lista de faixas
| Lado A |                                                   |                                 |                             |         |  |
| N.º    | Título                                            | Compositor(es)                  | Intérprete(s)               | Duração |  |
| 1.     | "O Que é Que Houve" (Tema de Renato)              | Guttemberg Guarabyra Zé Rodrix  | O Som Livre                 | 3:28    |  |
| 2.     | "Dez pras Seis" (Tema da Patrícia)                | Nonato Buzar Paulo Sérgio Valle | Nonato Buzar                | 1:50    |  |
| 3.     | "Você Abusou" (Tema da Verinha)                   | Antônio Carlos e Jocafi         | Maria Creuza                | 2:25    |  |
| 4.     | "Vesper" (Tema de Patrícia e Renato)              | César Costa Filho Aldir Blanc   | Jacks Wu                    | 2:52    |  |
| 5.     | "Relax" (Instrumental, tema da família de Renato) | Lyrio Panicali                  | Ilka Soares                 | 2:35    |  |
| 6.     | "Tudo Muito Azul" (2º tema da Patrícia)           | Roberto Menescal Torquato Neto  | Ângela e Paulo Sérgio Valle | 1:41    |  |
| 7.     | "Minha Doce Namorada" (Tema de abertura)          | Dory Caymmi Nelson Motta        | Eduardo Conde               | 2:23    |  |

| Lado B |                                                    |                                 |                 |         |  |
| N.º    | Título                                             | Compositor(es)                  | Intérprete(s)   | Duração |  |
| 8.     | "Instantâneo" (Tema do parque de diversões)        | Luiz Carlos Sá                  | Luiz Carlos Sá  | 2:29    |  |
| 9.     | "Minha Doce Namorada"                              | Dory Caymmi Nelson Motta        | Orquestrada     | 2:24    |  |
| 10.    | "Sex Appeal" (Tema da agência de modelos)          | Fred Falcão Arnoldo Medeiros    | Marília Pêra    | 2:21    |  |
| 11.    | "Casa Branca" (Tema de Pepê)                       | Nonato Buzar Nelson Motta       | Jorge Nery      | 3:16    |  |
| 12.    | "Garota de Aquarius" (3º tema da Patrícia)         | Marcos Valle Paulo Sérgio Valle | Betinho         | 1:56    |  |
| 13.    | "Vesper" (Instrumental, tema de Patrícia e Renato) | César Costa Filho Aldir Blanc   | Violão          | 2:27    |  |
| 14.    | "Tia Miquita" (Tema da personagem homônima)        | Arthur Verocai Paulinho Tapajós | Marília Barbosa | 2:06    |  |

A telenovela chegou a apresentar canção internacional em seus capítulos. A música Thelicia, um easy listening instrumental do grupo Illustration, foi inserida em seus capítulos e a gravadora Top Tape lançou um compacto com a música, o qual indica ser tema da telenovela.